# Kamil Pixa
Kamil Pixa (1. března 1923 Plzeň – 8. června 2008 Praha) byl vysoký důstojník StB, později mnoho let ředitel Krátkého filmu Praha.
Pocházel z rodiny sociálních demokratů Jaroslava a Milady Pixových (25. dubna 1901 – 9. října 1944), za druhé světové války skrývali Jana Ziku, po vyzrazení byla matka 22. července 1942 zatčena a v koncentračním táboře Terezín popravena. Do odboje se zapojil i Kamil Pixa, proto byl vězněn v Terezíně a Dachau. Po válce dokončil střední školu a zapojil se do budování Zemského odboru bezpečnosti, později StB. Jeho vyšetřovací metody byly nejenom brutální, nicméně též „umělecké“. V roce 1952 přešel do Národní bezpečnosti a na konci roku u bezpečnostních složek zcela rezignoval a začal působit v Československém filmu, posléze se stal ředitelem Krátkého filmu (zde zůstal až do roku 1985). U filmů vystupuje jako bezpečnostní poradce, podílel se také na několika filmových scénářích. Kamil Pixa zůstává značně kontroverzní postavou, přes jeho temnou minulost se zmiňují jistá pozitiva, kdy pomohl nechtěným filmovým tvůrcům v Krátkém filmu (byť i zde se jednalo o pomoc výběrovou).

## Život
Podle tvrzení Kamila Pixy přišli Pixové z Benátek jako obchodníci s relikviemi. Otec Jaroslav Pixa se s touto tradicí výrazně rozešel, byl ateista a sociální demokrat. Matka Milada byla divadelní herečka.
V době heydrichiády byli matka a syn zatčeni a drženi v Terezíně. O matce Miladě se zmiňoval (negativně) Julius Fučík ve své Reportáži psané na oprátce, Milada byla zastřelena 4. října 1944. Kamil byl později převezen do Dachau, zde se posléze podílel na stavbě tunelu v Leonbergu. V Dachau se seznámil mimo jiné s hercem Erwinem Geschonneckem.
Po válce se vrátil do Prahy, kde 6. června 1945 nastoupil k Zemskému národním výboru, záhy byl již 12. srpna 1945 přeřazen k Zemskému odboru bezpečnosti II. (ZOB II). K odboru BA MV (Velitelství StB) byl převelen 15. dubna 1947. Únor 1948 přinesl přiřazení k sektoru BAa I. nejprve jako velitel 4. oddělení a současně zástupce velitele sektoru. Vrcholu kariéry při StB dosáhl 20. června 1951, kdy působil jako velitel I. sektoru velitelství StB v hodnosti nadporučíka. Již zde se projevoval „umělecky“, kdy jako spolupracovníky získával prostitutky, které se měly prodávat zahraničním diplomatům a příslušné scény pak StB natáčela (akce Isolace namířená k izolaci Československa od západních diplomatů).
14. února 1952 převeden k hlavní správě Veřejné bezpečnosti do funkce velitele II. sektoru (kriminální služba). Po nespokojenosti kriminalistů na konci roku 1952 skočil a v únoru 1953 byl z ministerstva národní bezpečnosti propuštěn. Odešel k Československému filmu. V nastupující normalizaci (1969) se stal ředitelem Krátkého filmu. Za Pixy se podařilo nalézt azyl některým po okupaci vyhozeným tvůrcům, jako byli Jaromír Kallista, Jiří Barta, Petr Brada, Drahomíra Vihanová, či historička Ivana Koutská.